# Foresta di Bingionniga
La foresta di Bingionniga è un complesso forestale appartenente al demanio della regione Sardegna. Si estende in territorio di Jerzu, nella parte centro orientale dell'Isola, su una superficie di 422,73 ettari tra quota 245 e quota 737 s.l.m.
Il soprassuolo è composto principalmente da boschi di leccio con sottobosco di specie sciafile come fillirea, pungitopo, corbezzolo, viburno. Laddove la copertura forestale si dirada, prevale la macchia alta e bassa a leccio, corbezzolo, erica, lentisco, cisto. Da segnalare la presenza di importanti endemismi floristici quali Linaria mulleri, Micromeria cordata, Iberis integerrima.
La foresta è raggiungibile attraverso una strada di penetrazione che al chilometro 109 si distacca  dall'Orientale sarda.